# Região Geográfica Imediata de Carangola
A Região Geográfica Imediata de Carangola é uma das 70 regiões imediatas do Estado de Minas Gerais, uma das 10 regiões imediatas que compõem a Região Geográfica Intermediária de Juiz de Fora e uma das 509 regiões imediatas do Brasil, criadas pelo IBGE em 2017.
Composta por 9 municípios, tendo uma população estimada pelo IBGE em 2020, de 112.460 habitantes e uma área total de 1.930 km². Sua cidade mais populosa é Carangola.

## Municípios
| Município     | População (Estimativa 2020) | Área (km²) | Densidade (hab/km²) | Distância até Carangola (km) |
| ------------- | --------------------------- | ---------- | ------------------- | ---------------------------- |
| Caiana        | 5.541                       | 106,513    | 52,0                | 18                           |
| Carangola     | 33.011                      | 353,404    | 93,4                | ―                            |
| Divino        | 19.976                      | 338,716    | 59,0                | 26                           |
| Espera Feliz  | 25.122                      | 324,988    | 77,3                | 26                           |
| Faria Lemos   | 3.221                       | 165,654    | 19,4                | 12                           |
| Orizânia      | 8.079                       | 121,550    | 66,5                | 51                           |
| Pedra Bonita  | 7.128                       | 163,504    | 43,6                | 59                           |
| Pedra Dourada | 2.532                       | 70,362     | 36,0                | 30                           |
| Tombos        | 7.850                       | 285,125    | 27,5                | 27                           |
| Total         | 112.460                     | 1.929,816  | 58,3                |                              |

Há certa discussão sobre a necessidade de se inserir Alto Caparaó, Alto Jequitibá, Caparaó, Fervedouro e São Francisco do Glória na Região Imediata de Carangola.[carece de fontes?]

## Geografia
A região está localizada no extremo norte da Serra da Mantiqueira, é caracterizada pelo vale do Rio Carangola, um subafluente do Rio Paraíba do Sul, com nascente na cidade de Orizânia e passando pelas cidades de Divino, Carangola, Faria Lemos e Tombos, antes de adentrar o estado do Rio de Janeiro. A vegetação natural, em equilíbrio com o relevo e o clima, é do tipo floresta tropical, prolongamento do planalto mineiro da Mata Atlântica.

## Transportes
A região é servida pela rodovia estadual MG-111, passando pelas cidade de Tombos, Faria Lemos, Carangola e Espera Feliz e seguindo até Manhumirim. É ainda cortado pelas rodovias federais BR-116 (ligando Rio de Janeiro e a Bahia) e a BR-482.